# Julia de Lacy Mann
Julia de Lacy Mann (22 août 1891 - 23 mai 1985) est une historienne économique britannique. Elle est principale de St Hilda's College d'Oxford de 1928 à 1955.

## Biographie
Julia de Lacy Mann naît à Londres en 1891, fille de James Saumarez Mann, éditeur et ancien fellow de Trinity College, et d'Amy Bowman Mann. Son frère, James Saumarez Mann, est tué par un tireur d'élite en Irak en 1920.
Julia de Lacy Mann fait des études d'humanités classiques, de 1910 à 1914, au Somerville College, à Oxford. Elle obtient un certificat en sciences sociales de la London School of Economics en 1915. En 1919, elle obtient un diplôme d'économie à Somerville College, puis elle prépare un doctorat sur le développement de l'industrie cotonnière avant la révolution industrielle, dirigée par Lilian Knowles, à la LSE.

## Activités professionnelles
Mann travaille quelque temps à la Women's University Settlement à Southwark en 1914, puis elle participe à l'effort de guerre à l'Amirauté, puis au Foreign Office et participe à la Conférence de la paix de Paris. Après la guerre, elle enseigne l'économie à St Hilda's College à partir de 1923. Elle est élue principale de St Hilda en 1928 à la suite de Winifred Moberly et occupe cette fonction jusqu'en 1955,. Elle est remplacée par Kathleen Major.
Mann est rédactrice en chef adjointe de l'Economic History Review de 1927 à 1934. De 1934 à 1946, elle établit une bibliographie annuelle de livres et d'articles sur l'histoire économique britannique pour la revue. Parmi ses publications savantes figuraient The Cotton Trade and Industrial Lancashire, 1600-1780 (1931, avec Alfred P. Wadsworth), et The Cloth Industry in the West of England de 1640 à 1880 (1971).
Après sa retraite, Mann s'installe à Melksham, dans le Wiltshire, et poursuit ses recherches historiques et ses publications. Elle est présidente de la West Wilshire Historical Society. Un ouvrage de mélanges sur l'histoire du textile est publié en son honneur en 1973.
Julia de Lacy Mann meurt en 1985, à l'âge de 93 ans, à Melksham.

## Publications
- The Cotton Trade and Industrial Lancashire, 1600-1780, avec Alfred P. Wadsworth, 1931.
- The Cloth Industry in the West of England de 1640 à 1880, Clarendon Press, 1971.